# نفس عمیق
نفس عمیق فیلمی در ژانر درام به نویسندگی و کارگردانی پرویز شهبازی محصول سال ۱۳۸۱ است.
این فیلم نخستین بار در بیست و یکمین جشنواره فیلم فجر در سال ۱۳۸۱ به نمایش درآمد و تحسین منتقدان را برانگیخت. این فیلم پس از مسافر جنوب و نجوا سومین فیلم پرویز شهبازی است. این فیلم نامزد نهایی ایران برای جایزه اسکار بهترین فیلم خارجی سال بود.
نفس عمیق برنده جایزه فدراسیون بین‌المللی منتقدان فیلم پوسان شد.

## داستان
نفس عمیق داستان سه جوان است که در نقطه عطفی از زندگیشان به یکدیگر می‌رسند و با هم این راه را می‌پیمایند. داستان در تهران اواخر دهه ۱۳۷۰ می‌گذرد.

## دست‌اندرکاران
- کارگردان:پرویز شهبازی
- نویسنده فیلم‌نامه: پرویز شهبازی
- تدوین: پرویز شهبازی
- موسیقی: مهرداد پالیزبان
- تهیه‌کننده: امیر سمواتی[۳]

### بازیگران
- منصور شهبازی
- مریم پالیزبان
- سعید امینی[۳]

## جایزه‌ها
- کاندید سیمرغ بلورین بهترین کارگردانی از بیست و یکمین جشنواره فیلم فجر (۱۳۸۱)
- کاندید سیمرغ بلورین بهترین فیلم از بیست و یکمین جشنواره فیلم فجر (۱۳۸۱)
- کاندید سیمرغ بلورین بهترین بهترین اثر هنر و تجربه از بیست و یکمین جشنواره فیلم فجر (۱۳۸۱)
- کاندید سیمرغ بلورین بهترین بازیگر نقش اول زن از بیست و یکمین جشنواره فیلم فجر (۱۳۸۱)
- برنده سیمرغ بلورین بهترین فیلم‌نامه از بیست و یکمین جشنواره فیلم فجر (۱۳۸۱)
- برنده جایزه فیپرشی از جشنواره فیلم پوسان (۲۰۰۳)
- برنده جایزه ویژه هیئت داوران از جشنواره بین‌المللی فیلم تورین (۲۰۰۴)
- برنده جایزه طلایی از جشنواره بین‌المللی فیلم هامبورگ (۲۰۰۴)